# Moi, Christiane F., 13 ans, droguée, prostituée… (film)
 (novembre 2024).
Si vous disposez d'ouvrages ou d'articles de référence ou si vous connaissez des sites web de qualité traitant du thème abordé ici, merci de compléter l'article en donnant les références utiles à sa vérifiabilité et en les liant à la section « Notes et références ».
Cet article concerne le film d'Uli Edel. Pour le livre original de Kai Hermann et Horst Rieck, voir Moi, Christiane F., 13 ans, droguée, prostituée… (livre).
Pour les articles homonymes, voir Moi.
Pour plus de détails, voir Fiche technique et Distribution.
Moi, Christiane F., 13 ans, droguée, prostituée... (Christiane F. - Wir Kinder vom Bahnhof Zoo) est un film allemand réalisé par Uli Edel, sorti en 1981 et adapté du livre de Kai Hermann et Horst Rieck Moi, Christiane F., 13 ans, droguée, prostituée....
Il raconte l'histoire vraie de Christiane, une jeune fille de 13 ans qui sombre dans la toxicomanie et la prostitution dans le Berlin des années 1970. Le film offre une plongée poignante et réaliste dans les réalités sombres de la vie des jeunes toxicomanes, tout en abordant des thèmes tels que la perte d'innocence, la dépendance et la marginalisation sociale.
Il est particulièrement remarquable pour son approche sans concession et sa représentation crue de la vie dans les milieux marginaux de la ville. La performance de Natja Brunckhorst dans le rôle de Christiane est largement saluée pour son authenticité et sa profondeur. La bande originale, composée par David Bowie, ajoute une dimension musicale puissante qui renforce l'impact émotionnel du film. Les chansons, telles que Heroes et Station to Station, sont intégrées de manière à refléter l'atmosphère et les sentiments des personnages, créant une synergie entre la musique et l'image qui amplifie l'intensité du récit.
Moi, Christiane F., 13 ans, droguée, prostituée... a eu un impact significatif en sensibilisant le public aux problèmes de drogue et en suscitant des débats sur la manière dont la société traite les jeunes en difficulté. Le film a été largement acclamé pour sa capacité à aborder des sujets difficiles avec une honnêteté brutale, tout en évitant le sensationnalisme. Il a également été salué pour son réalisme et son engagement à montrer les conséquences dévastatrices de la toxicomanie sur les individus et leurs familles.

## Synopsis
Christiane F., 13 ans, vit avec sa mère, sa petite sœur et son chat dans leur petit appartement social d'un immeuble délabré en béton dans un quartier morne à la périphérie de Berlin-Ouest. Elle est fatiguée de vivre là et est une grande fan de David Bowie. Elle entend parler du Sound, un nouveau night-club à la mode au centre-ville. Bien qu'elle ne soit pas assez âgée pour entrer, elle s'habille avec des talons hauts et met du maquillage, et demande à une camarade de classe populaire, Kessi, qui y va régulièrement, de la faire entrer. Kessi lui fournit également des pilules. Au club, elle rencontre un garçon légèrement plus âgé nommé Detlev, qui fait partie d'une bande où tout le monde use de divers types de drogues. Le lendemain matin, Christiane et Kessi attendent le métro lorsque la mère de Kessi les trouve et réprimande violemment sa fille, la saisissant par le bras et disant à Christiane de rester loin de sa fille.
Christiane commence à prendre du LSD, en plus d'abuser de pilules, et se lie d'amitié avec une fille de son âge nommée Babsi. Après un concert de David Bowie, elle essaie l'héroïne pour la première fois. Alors qu'elle tombe amoureuse de Detlev, elle commence à prendre régulièrement de l'héroïne pour être plus proche de lui, devenant de plus en plus dépendante de la drogue jusqu'à ce qu'elle devienne toxicomane. Après son 14e anniversaire, elle cesse de rentrer chez elle et passe de plus en plus de temps dans l'appartement délabré de ses amis ; elle traîne également à la gare de Berlin Zoologischer Garten, notoire pour le trafic de drogue et la prostitution qui se déroulent dans ses passages souterrains et ses ruelles. Elle commence également à se prostituer, imitant Detlev, qui vend régulièrement ses faveurs sexuelles à des hommes pour acheter de l'héroïne.
Après avoir été découverte inconsciente sur le sol de sa salle de bain à la suite d'une overdose d'héroïne, Christiane essaie de se sevrer brutalement avec Detlev, une expérience atroce pour eux deux. Cependant, ils rechutent dès qu'ils retournent à Zoologischer Garten. Un jour, Christiane et Detlev découvrent leur meilleur ami et colocataire, Axel, mort dans l'appartement à cause d'une overdose fatale, due à un mauvais lot d'héroïne qu'il a acheté dans la rue et que Detlev pense être de la strychnine. Pour alimenter son addiction, Christiane vole chez elle, vend tout ce qu'elle possède et sombre dans les abysses. Elle et Detlev s'enfuient rapidement, se retrouvant dans l'appartement d'un des clients masculins de Detlev. Lorsque Christiane surprend les deux en train d'avoir des rapports anaux très bruyants, elle fait une dépression nerveuse et s'enfuit. Elle retourne à la gare pour trouver Babsi, mais découvre qu'elle est morte d'une overdose à seulement 14 ans, comme le montrent les premières pages de nombreux journaux. Désespérée par la mort de nombreux amis, ainsi que par son incapacité à se libérer de son addiction à l'héroïne, elle tente volontairement de faire une overdose elle aussi. Une voix off dit ensuite qu'elle a fini par se rétablir, mais que la plupart de ses compagnons sont soit morts, soit toujours toxicomanes, y compris Detlev, dont le lieu et l'état actuels sont inconnus.

## Fiche technique
Sauf indication contraire, les informations mentionnées dans cette section peuvent être confirmées par la base de données cinématographiques IMDb,  présente dans la section « Liens externes ».
- Titre français : Moi, Christiane F., 13 ans, droguée, prostituée...
- Titre original : Christiane F. - Wir Kinder vom Bahnhof Zoo
- Réalisation : Uli Edel
- Scénario : Herman Weigel (de), d'après le roman biographique consacré à Christiane Véra Felscherinow : Moi, Christiane F., 13 ans, droguée, prostituée… de Kai Hermann et Horst Rieck
- Production : Bernd Eichinger, Hans Kaden, Hans Weth
- Musique : Jürgen Knieper, David Bowie (Bande originale Christiane F.)
- Photographie : Jürgen Jürges, Justus Pankau (de)
- Montage : Jane Seitz
- Sociétés de production : Solaris Film, Maran Film, Popular Filmproduktion, CLV-Filmproduktions
- Pays de production :  Allemagne de l'Ouest
- Langue de tournage : allemand
- Format : Couleurs - 1,66:1 - 35 mm
- Genre : Film biographique, drame
- Durée : 138 minutes
- Dates de tournage : du 12 août au 5 décembre 1980
- Dates de sortie :
  - Allemagne de l'Ouest : 2 avril 1981
  - France : 24 juillet 1981
- Mention :
  - France : Film interdit aux moins de 16 ans

## Distribution
- Natja Brunckhorst : Christiane
- Thomas Haustein : Detlev
- Jens Kuphal (de) : Axel
- Rainer Woelk : Leiche
- Jan Georg Effler : Bernd
- Christiane Reichelt : Babsi
- Daniela Jaeger : Kessi
- Kerstin Richter : Stella
- David Bowie : lui-même
- Eberhard Auriga : le vieux drogué
- Peggy Bussieck : Puppi
- Lothar Chamski : Rolf
- Uwe Diderich : Klaus
- Ellen Esser : la mère de Kessi
- Andreas Fuhrmann : Atze
- Lutz Hemmerling : Bienenstich
- Bernhard Janson : Milan
- Christiane Lechle : la mère de Christiane
- Kerstin Malessa : Tina
- Cathrine Schabeck : Linda
- Stanislaus Solotar : Stottermaxe

## Production
Le film est tourné avec un faible budget en 1980 et sorti en 1981, mais se déroule entre 1975 et 1977 à Berlin-Ouest. Il saute le début et la fin du livre, et se concentre sur l'histoire principale, débutant lorsque Christiane commence sa vie nocturne à Berlin vers l'âge de 13 ans, et s'arrête assez brusquement après sa tentative de suicide en déclarant qu'elle s'est rétablie. Dans l'histoire réelle, Christiane F. ne s'est jamais complètement remise de son addiction, et ses problèmes ne se sont pas terminés avec son départ pour Hambourg pour commencer son sevrage.
À l'origine, le film devait être réalisé par Roland Klick, mais il est renvoyé seulement deux semaines avant le tournage, après une dispute avec Bernd Eichinger. Uli Edel prend la relève pour réaliser le film. La photographie est sombre et morne, dépeignant un Berlin ouvrier dégradé avec des structures délabrées et des arrière-plans sales et vétustes.
La distribution est principalement composée de jeunes acteurs, dont la plupart sont encore à l'école à l'époque et n'ont pas poursuivi de carrière d'acteur par la suite. Natja Brunckhorst est la seule membre qui continue à jouer dans des films et à la télévision allemande, commençant en 1982 avec Querelle de Rainer Werner Fassbinder, à l'époque le film à thème fortement homosexuel le plus rentable. La vraie « Stella » (Catherine Schabeck), âgée de 18 ans à l'époque, fait une courte apparition en tant que dealeuse de drogue qui vend la première dose d'héroïne à Detlev. La plupart des figurants à la gare et au Sound sont de véritables consommateurs de drogue et travailleurs du sexe. Dans la scène où Christiane court dans les allées de la gare pour trouver Babsi, la caméra s'attarde sur plusieurs consommateurs de drogue appuyés contre les murs du passage souterrain. Dans une interview de 2011, Thomas Haustein, qui joue Detlev et est encore à l'école à l'époque, se souvient de sa terreur d'être entouré de véritables toxicomanes, mais qu'il a réussi à copier leur comportement pour son personnage. Il serait maintenant illégal de faire jouer des mineurs dans les scènes graphiques de shoot, de nudité et de sexe du film ; à l'époque, cependant, tout ce dont la production avait besoin était une lettre de consentement écrite des parents pour procéder au tournage.
Le concert de David Bowie présenté dans le film a en fait eu lieu à New York, avec seulement quelques membres de l'équipe et du casting présents, car à l'époque Bowie se produit sur Broadway plusieurs soirs par semaine et ne peut pas tourner à Berlin. Les gros plans sur lui proviennent de cette performance à New York, où il interprète notamment sa chanson Station to Station, tandis que les scènes de masse du public proviennent d'un concert d'AC/DC en Allemagne. Les deux sont montés ensemble pour paraître comme un seul événement.
Natja Brunckhorst se souvient d'une scène tournée à Kurfürstenstraße où son personnage se tient seul en attendant que quelqu'un vienne la chercher : « C'était un plan en longue focale, donc l'équipe de caméra était loin. Une voiture s'est approchée et j'étais sur le point de monter quand j'ai vu, du coin de l'œil, certains membres de l'équipe courir vers moi en criant : « Non ! Non ! Non ! » Et j'ai réalisé que c'était un vrai gars, pas un acteur, qui essayait de me draguer. J'ai failli monter dans une voiture avec quelqu'un qui voulait coucher avec une fille de 13 ans ».

## Accueil
Sur le site web de l'agrégateur de critiques Rotten Tomatoes, le film a une note de 78 % basée sur 7 critiques.
Le film et le livre acquièrent immédiatement un statut culte en Europe après leur sortie, sensibilisant le public à l'addiction à l'héroïne. La popularité du film est accrue par la participation de David Bowie dans son propre rôle et en tant que principal contributeur à la bande sonore. La musique de Bowie de ses albums réalisés à Berlin en 1976 et 1977 peut s'entendre tout au long du film, et comme il est au sommet de sa popularité à la fin des années 1970 et au début des années 1980, sa présence aide à booster le succès commercial du film.
Christiane et ses compagnons sont vus perdre connaissance dans des cabines de toilettes délabrées au milieu d'urine, de vomi et de sang, s'injectant en gros plan, nettoyant et remplissant à nouveau des seringues directement dans la cuvette des toilettes, vomissant partout sur eux-mêmes et s'endormant juste au-dessus. Dans une scène particulièrement dérangeante, un junkie grimpe par-dessus une cabine de toilettes publiques pour voler la dose de Christiane, s'injecte dans le cou, rend la seringue usagée et la remercie, sous le regard horrifié d'une femme âgée. La représentation de jeunes toxicomanes issus de familles apparemment normales est particulièrement alarmante. À l'époque, les junkies sont encore perçus dans la culture populaire comme des personnages beaucoup plus âgés et plus sauvages, comme ceux dépeints dans Easy Rider de Dennis Hopper ou dans les chansons de Lou Reed. Christiane a 14 ans à mi-chemin du film, le même âge que son amie Babsi, qui fait une overdose fatale. Le petit ami de Christiane dans le film a 15 ans, joué par un acteur de 14 ans. Aucun de leurs compagnons, dont deux font également une overdose fatale, n'a plus de 16 ans, comme le rapportent le générique de fin rappelant les dates de naissance et de décès des personnes réelles représentées dans le film. Le fait que les personnages se prostituent, à la fois hétérosexuellement et homosexuellement, à un si jeune âge, révolte les spectateurs.
Le film est le film ouest-allemand le plus populaire de l'année avec près de 4,6 millions d'entrées.

## Bande originale
Toutes les chansons sont écrites par David Bowie sauf Heroes/Helden écrit par Bowie/Eno/Maas, Boys Keep Swinging et Look Back In Anger, tous deux écrits par Bowie/Eno. Selon le livre, la vraie Christiane F. a eu sa première expérience avec l'héroïne lors d'un concert de David Bowie quelques années plus tôt, comme cela est montré dans le film. La scène du concert est filmée en octobre 1980 au Hurrah nightclub (en) de New York, qui est redécoré pour ressembler à un nightclub de Berlin (Bowie se produit chaque soir à Broadway à l'époque, donc le réalisateur Ulrich Edel doit tourner la séquence à New York).
1. V-2 Schneider
2. TVC 15
3. Heroes/Helden
4. Boys Keep Swinging
5. Sense of Doubt
6. Station to Station (live)
7. Look Back in Anger
8. Stay
9. Warszawa

## Autour du film
- Les clips de Thieves Like Us : Drugs In My Body et Your Heart Feels, Scratch Massive et Closer sont basés sur le film.
- Le générique de fin du film indique qu'il est dédié à Andreas W. "Atze" (1960-1977), Axel W. (1960-1977) et à Babeth D. "Babsi" (1963-1977), morte d'overdose à seulement 14 ans[7], la plus jeune victime de la drogue à l'époque[8].

## Articles annexes
- Psychotrope au cinéma et à la télévision